# Telson elongatus
Telson elongatus is een eenoogkreeftjessoort uit de familie van de Telsidae. De wetenschappelijke naam van de soort is voor het eerst geldig gepubliceerd in 1952 door Pearse.